# Kottepalmer
Kottepalmer (divisionen Cycadophyta/underdivisionen Cycadophytina) är en grupp växter som har funnits på jorden i miljontals år. De fanns till och med innan dinosaurierna dök upp. Numera finns det knappt 300 arter och samtliga endast i de tropiska och subtropiska områdena. Trots att de liknar palmer är de inte nära släkt med dessa. De äkta palmerna hör till divisionen blomväxter. Kottepalmerna är förmodligen den äldsta nu levande typen av fröväxter. 

## Klassificering
Dessa växter fördelas på tre familjer, cycasväxter (Cycadaceae), strangeriaväxter (Stangeriaceae) samt zamiaväxter (Zamiaceae), som tillsammans innehåller elva släkten. 
I familjen cycasväxter finns bara ett släkte, Cycas, som är utbrett i Asien samt på Madagaskar. Till Cycas hör den välkända japanska cycasen, Cycas revoluta, som man ofta ser i vanliga växtbutiker i Sverige. 
I familjen strangeriaväxter finns två släkten, Stangeria från KwaZulu-Natal i Sydafrika samt Bowenia från nordöstra Australien. 
Inom familjen zamiaväxter finns de övriga åtta släktena, vilka är Encephalartos, Dioon, Macrozamia, Lepidozamia, Ceratozamia, Microcycas, Zamia samt Chigua. 
- Encephalartos finns uteslutande i Afrika.
- Dioon finns i Mexiko, förutom en art som finns i Honduras och Nicaragua.
- Macrozamia och Lepidozamia finns i Australien.
- Ceratozamia finns i Mellanamerika.
- Microcycas, som består av en enda art, finns i västra Kuba.
- Zamia finns i USA, Västindien, Mellanamerika och Sydamerika.
- Chigua som består av två arter finns i Colombia.

Kottepalmernas systematik har studerats baserat på dels morfologi och dels DNA-sekvenser. Nedan syns ett kladogram från Hill et al. som är baserat på DNA. Där syns till exempel att Cycas är systergrupp till alla övriga kottepalmer.
|  | \| \| Lepidozamia \| \| \| \| \| \| Encephalartos \| \| \| \| |
|  |                                                               |
|  | Macrozamia                                                    |
|  |                                                               |
|  | Lepidozamia                                                   |
|  |                                                               |
|  | Encephalartos                                                 |
|  |                                                               |

|  | Lepidozamia   |
|  |               |
|  | Encephalartos |
|  |               |

|  | \| \| Lepidozamia \| \| \| \| \| \| Encephalartos \| \| \| \| |
|  |                                                               |
|  | Macrozamia                                                    |
|  |                                                               |
|  | Lepidozamia                                                   |
|  |                                                               |
|  | Encephalartos                                                 |
|  |                                                               |

|  | Lepidozamia   |
|  |               |
|  | Encephalartos |
|  |               |

|  | \| \| Lepidozamia \| \| \| \| \| \| Encephalartos \| \| \| \| |
|  |                                                               |
|  | Macrozamia                                                    |
|  |                                                               |
|  | Lepidozamia                                                   |
|  |                                                               |
|  | Encephalartos                                                 |
|  |                                                               |

|  | Lepidozamia   |
|  |               |
|  | Encephalartos |
|  |               |

|  | \| \| Lepidozamia \| \| \| \| \| \| Encephalartos \| \| \| \| |
|  |                                                               |
|  | Macrozamia                                                    |
|  |                                                               |
|  | Lepidozamia                                                   |
|  |                                                               |
|  | Encephalartos                                                 |
|  |                                                               |

|  | Lepidozamia   |
|  |               |
|  | Encephalartos |
|  |               |

|  | \| \| Zamia \| \| \| \| \| \| Microcycas \| \| \| \| |
|  |                                                      |
|  | Ceratozamia                                          |
|  |                                                      |
|  | Zamia                                                |
|  |                                                      |
|  | Microcycas                                           |
|  |                                                      |

|  | Zamia      |
|  |            |
|  | Microcycas |
|  |            |

|  | \| \| Lepidozamia \| \| \| \| \| \| Encephalartos \| \| \| \| |
|  |                                                               |
|  | Macrozamia                                                    |
|  |                                                               |
|  | Lepidozamia                                                   |
|  |                                                               |
|  | Encephalartos                                                 |
|  |                                                               |

|  | Lepidozamia   |
|  |               |
|  | Encephalartos |
|  |               |

|  | \| \| Lepidozamia \| \| \| \| \| \| Encephalartos \| \| \| \| |
|  |                                                               |
|  | Macrozamia                                                    |
|  |                                                               |
|  | Lepidozamia                                                   |
|  |                                                               |
|  | Encephalartos                                                 |
|  |                                                               |

|  | Lepidozamia   |
|  |               |
|  | Encephalartos |
|  |               |

|  | \| \| Lepidozamia \| \| \| \| \| \| Encephalartos \| \| \| \| |
|  |                                                               |
|  | Macrozamia                                                    |
|  |                                                               |
|  | Lepidozamia                                                   |
|  |                                                               |
|  | Encephalartos                                                 |
|  |                                                               |

|  | Lepidozamia   |
|  |               |
|  | Encephalartos |
|  |               |

|  | \| \| Lepidozamia \| \| \| \| \| \| Encephalartos \| \| \| \| |
|  |                                                               |
|  | Macrozamia                                                    |
|  |                                                               |
|  | Lepidozamia                                                   |
|  |                                                               |
|  | Encephalartos                                                 |
|  |                                                               |

|  | Lepidozamia   |
|  |               |
|  | Encephalartos |
|  |               |

|  | \| \| Zamia \| \| \| \| \| \| Microcycas \| \| \| \| |
|  |                                                      |
|  | Ceratozamia                                          |
|  |                                                      |
|  | Zamia                                                |
|  |                                                      |
|  | Microcycas                                           |
|  |                                                      |

|  | Zamia      |
|  |            |
|  | Microcycas |
|  |            |

|  | \| \| Lepidozamia \| \| \| \| \| \| Encephalartos \| \| \| \| |
|  |                                                               |
|  | Macrozamia                                                    |
|  |                                                               |
|  | Lepidozamia                                                   |
|  |                                                               |
|  | Encephalartos                                                 |
|  |                                                               |

|  | Lepidozamia   |
|  |               |
|  | Encephalartos |
|  |               |

|  | \| \| Lepidozamia \| \| \| \| \| \| Encephalartos \| \| \| \| |
|  |                                                               |
|  | Macrozamia                                                    |
|  |                                                               |
|  | Lepidozamia                                                   |
|  |                                                               |
|  | Encephalartos                                                 |
|  |                                                               |

|  | Lepidozamia   |
|  |               |
|  | Encephalartos |
|  |               |

|  | \| \| Lepidozamia \| \| \| \| \| \| Encephalartos \| \| \| \| |
|  |                                                               |
|  | Macrozamia                                                    |
|  |                                                               |
|  | Lepidozamia                                                   |
|  |                                                               |
|  | Encephalartos                                                 |
|  |                                                               |

|  | Lepidozamia   |
|  |               |
|  | Encephalartos |
|  |               |

|  | \| \| Lepidozamia \| \| \| \| \| \| Encephalartos \| \| \| \| |
|  |                                                               |
|  | Macrozamia                                                    |
|  |                                                               |
|  | Lepidozamia                                                   |
|  |                                                               |
|  | Encephalartos                                                 |
|  |                                                               |

|  | Lepidozamia   |
|  |               |
|  | Encephalartos |
|  |               |

|  | \| \| Zamia \| \| \| \| \| \| Microcycas \| \| \| \| |
|  |                                                      |
|  | Ceratozamia                                          |
|  |                                                      |
|  | Zamia                                                |
|  |                                                      |
|  | Microcycas                                           |
|  |                                                      |

|  | Zamia      |
|  |            |
|  | Microcycas |
|  |            |

|  | \| \| Lepidozamia \| \| \| \| \| \| Encephalartos \| \| \| \| |
|  |                                                               |
|  | Macrozamia                                                    |
|  |                                                               |
|  | Lepidozamia                                                   |
|  |                                                               |
|  | Encephalartos                                                 |
|  |                                                               |

|  | Lepidozamia   |
|  |               |
|  | Encephalartos |
|  |               |

|  | \| \| Lepidozamia \| \| \| \| \| \| Encephalartos \| \| \| \| |
|  |                                                               |
|  | Macrozamia                                                    |
|  |                                                               |
|  | Lepidozamia                                                   |
|  |                                                               |
|  | Encephalartos                                                 |
|  |                                                               |

|  | Lepidozamia   |
|  |               |
|  | Encephalartos |
|  |               |

|  | \| \| Lepidozamia \| \| \| \| \| \| Encephalartos \| \| \| \| |
|  |                                                               |
|  | Macrozamia                                                    |
|  |                                                               |
|  | Lepidozamia                                                   |
|  |                                                               |
|  | Encephalartos                                                 |
|  |                                                               |

|  | Lepidozamia   |
|  |               |
|  | Encephalartos |
|  |               |

|  | \| \| Lepidozamia \| \| \| \| \| \| Encephalartos \| \| \| \| |
|  |                                                               |
|  | Macrozamia                                                    |
|  |                                                               |
|  | Lepidozamia                                                   |
|  |                                                               |
|  | Encephalartos                                                 |
|  |                                                               |

|  | Lepidozamia   |
|  |               |
|  | Encephalartos |
|  |               |

|  | \| \| Zamia \| \| \| \| \| \| Microcycas \| \| \| \| |
|  |                                                      |
|  | Ceratozamia                                          |
|  |                                                      |
|  | Zamia                                                |
|  |                                                      |
|  | Microcycas                                           |
|  |                                                      |

|  | Zamia      |
|  |            |
|  | Microcycas |
|  |            |

|  | \| \| Lepidozamia \| \| \| \| \| \| Encephalartos \| \| \| \| |
|  |                                                               |
|  | Macrozamia                                                    |
|  |                                                               |
|  | Lepidozamia                                                   |
|  |                                                               |
|  | Encephalartos                                                 |
|  |                                                               |

|  | Lepidozamia   |
|  |               |
|  | Encephalartos |
|  |               |

|  | \| \| Lepidozamia \| \| \| \| \| \| Encephalartos \| \| \| \| |
|  |                                                               |
|  | Macrozamia                                                    |
|  |                                                               |
|  | Lepidozamia                                                   |
|  |                                                               |
|  | Encephalartos                                                 |
|  |                                                               |

|  | Lepidozamia   |
|  |               |
|  | Encephalartos |
|  |               |

|  | \| \| Lepidozamia \| \| \| \| \| \| Encephalartos \| \| \| \| |
|  |                                                               |
|  | Macrozamia                                                    |
|  |                                                               |
|  | Lepidozamia                                                   |
|  |                                                               |
|  | Encephalartos                                                 |
|  |                                                               |

|  | Lepidozamia   |
|  |               |
|  | Encephalartos |
|  |               |

|  | \| \| Lepidozamia \| \| \| \| \| \| Encephalartos \| \| \| \| |
|  |                                                               |
|  | Macrozamia                                                    |
|  |                                                               |
|  | Lepidozamia                                                   |
|  |                                                               |
|  | Encephalartos                                                 |
|  |                                                               |

|  | Lepidozamia   |
|  |               |
|  | Encephalartos |
|  |               |

|  | \| \| Zamia \| \| \| \| \| \| Microcycas \| \| \| \| |
|  |                                                      |
|  | Ceratozamia                                          |
|  |                                                      |
|  | Zamia                                                |
|  |                                                      |
|  | Microcycas                                           |
|  |                                                      |

|  | Zamia      |
|  |            |
|  | Microcycas |
|  |            |

|  | \| \| Lepidozamia \| \| \| \| \| \| Encephalartos \| \| \| \| |
|  |                                                               |
|  | Macrozamia                                                    |
|  |                                                               |
|  | Lepidozamia                                                   |
|  |                                                               |
|  | Encephalartos                                                 |
|  |                                                               |

|  | Lepidozamia   |
|  |               |
|  | Encephalartos |
|  |               |

|  | \| \| Lepidozamia \| \| \| \| \| \| Encephalartos \| \| \| \| |
|  |                                                               |
|  | Macrozamia                                                    |
|  |                                                               |
|  | Lepidozamia                                                   |
|  |                                                               |
|  | Encephalartos                                                 |
|  |                                                               |

|  | Lepidozamia   |
|  |               |
|  | Encephalartos |
|  |               |

|  | \| \| Lepidozamia \| \| \| \| \| \| Encephalartos \| \| \| \| |
|  |                                                               |
|  | Macrozamia                                                    |
|  |                                                               |
|  | Lepidozamia                                                   |
|  |                                                               |
|  | Encephalartos                                                 |
|  |                                                               |

|  | Lepidozamia   |
|  |               |
|  | Encephalartos |
|  |               |

|  | \| \| Lepidozamia \| \| \| \| \| \| Encephalartos \| \| \| \| |
|  |                                                               |
|  | Macrozamia                                                    |
|  |                                                               |
|  | Lepidozamia                                                   |
|  |                                                               |
|  | Encephalartos                                                 |
|  |                                                               |

|  | Lepidozamia   |
|  |               |
|  | Encephalartos |
|  |               |

|  | \| \| Zamia \| \| \| \| \| \| Microcycas \| \| \| \| |
|  |                                                      |
|  | Ceratozamia                                          |
|  |                                                      |
|  | Zamia                                                |
|  |                                                      |
|  | Microcycas                                           |
|  |                                                      |

|  | Zamia      |
|  |            |
|  | Microcycas |
|  |            |

|  | \| \| Lepidozamia \| \| \| \| \| \| Encephalartos \| \| \| \| |
|  |                                                               |
|  | Macrozamia                                                    |
|  |                                                               |
|  | Lepidozamia                                                   |
|  |                                                               |
|  | Encephalartos                                                 |
|  |                                                               |

|  | Lepidozamia   |
|  |               |
|  | Encephalartos |
|  |               |

|  | \| \| Lepidozamia \| \| \| \| \| \| Encephalartos \| \| \| \| |
|  |                                                               |
|  | Macrozamia                                                    |
|  |                                                               |
|  | Lepidozamia                                                   |
|  |                                                               |
|  | Encephalartos                                                 |
|  |                                                               |

|  | Lepidozamia   |
|  |               |
|  | Encephalartos |
|  |               |

|  | \| \| Lepidozamia \| \| \| \| \| \| Encephalartos \| \| \| \| |
|  |                                                               |
|  | Macrozamia                                                    |
|  |                                                               |
|  | Lepidozamia                                                   |
|  |                                                               |
|  | Encephalartos                                                 |
|  |                                                               |

|  | Lepidozamia   |
|  |               |
|  | Encephalartos |
|  |               |

|  | \| \| Lepidozamia \| \| \| \| \| \| Encephalartos \| \| \| \| |
|  |                                                               |
|  | Macrozamia                                                    |
|  |                                                               |
|  | Lepidozamia                                                   |
|  |                                                               |
|  | Encephalartos                                                 |
|  |                                                               |

|  | Lepidozamia   |
|  |               |
|  | Encephalartos |
|  |               |

|  | \| \| Zamia \| \| \| \| \| \| Microcycas \| \| \| \| |
|  |                                                      |
|  | Ceratozamia                                          |
|  |                                                      |
|  | Zamia                                                |
|  |                                                      |
|  | Microcycas                                           |
|  |                                                      |

|  | Zamia      |
|  |            |
|  | Microcycas |
|  |            |

|  | \| \| Lepidozamia \| \| \| \| \| \| Encephalartos \| \| \| \| |
|  |                                                               |
|  | Macrozamia                                                    |
|  |                                                               |
|  | Lepidozamia                                                   |
|  |                                                               |
|  | Encephalartos                                                 |
|  |                                                               |

|  | Lepidozamia   |
|  |               |
|  | Encephalartos |
|  |               |

|  | \| \| Lepidozamia \| \| \| \| \| \| Encephalartos \| \| \| \| |
|  |                                                               |
|  | Macrozamia                                                    |
|  |                                                               |
|  | Lepidozamia                                                   |
|  |                                                               |
|  | Encephalartos                                                 |
|  |                                                               |

|  | Lepidozamia   |
|  |               |
|  | Encephalartos |
|  |               |

|  | \| \| Lepidozamia \| \| \| \| \| \| Encephalartos \| \| \| \| |
|  |                                                               |
|  | Macrozamia                                                    |
|  |                                                               |
|  | Lepidozamia                                                   |
|  |                                                               |
|  | Encephalartos                                                 |
|  |                                                               |

|  | Lepidozamia   |
|  |               |
|  | Encephalartos |
|  |               |

|  | \| \| Lepidozamia \| \| \| \| \| \| Encephalartos \| \| \| \| |
|  |                                                               |
|  | Macrozamia                                                    |
|  |                                                               |
|  | Lepidozamia                                                   |
|  |                                                               |
|  | Encephalartos                                                 |
|  |                                                               |

|  | Lepidozamia   |
|  |               |
|  | Encephalartos |
|  |               |

|  | \| \| Zamia \| \| \| \| \| \| Microcycas \| \| \| \| |
|  |                                                      |
|  | Ceratozamia                                          |
|  |                                                      |
|  | Zamia                                                |
|  |                                                      |
|  | Microcycas                                           |
|  |                                                      |

|  | Zamia      |
|  |            |
|  | Microcycas |
|  |            |

## Ekologi och utbredning
Samtliga naturliga kottepalmsbestånd är hotade och därför skyddade enligt CITES-reglerna. Stangeria, Encephalartos, Ceratozamia, Microcycas samt Chigua är så hotade att de är placerade i den strängaste gruppen, CITES application I, vilket innebär att man inte får exportera några växtdelar över huvud taget av dessa växter, inte ens frön, utan skriftligt tillstånd från både sändarlandet och mottagarlandet. De övriga arterna är klassificerade enligt CITES application II, vilket innebär att frön får exporteras fritt men inte plantor utan tillstånd. Emellertid verkar inte dessa regler räcka för att de naturliga bestånden ska klara sig. Många exemplar av eftertraktade arter grävs upp och försvinner ändå i tämligen snabb takt från sina naturliga växtplatser där de har växt i miljontals år.
Kottepalmer kan fixera kväve genom bakterier i rötterna som de lever i symbios med.

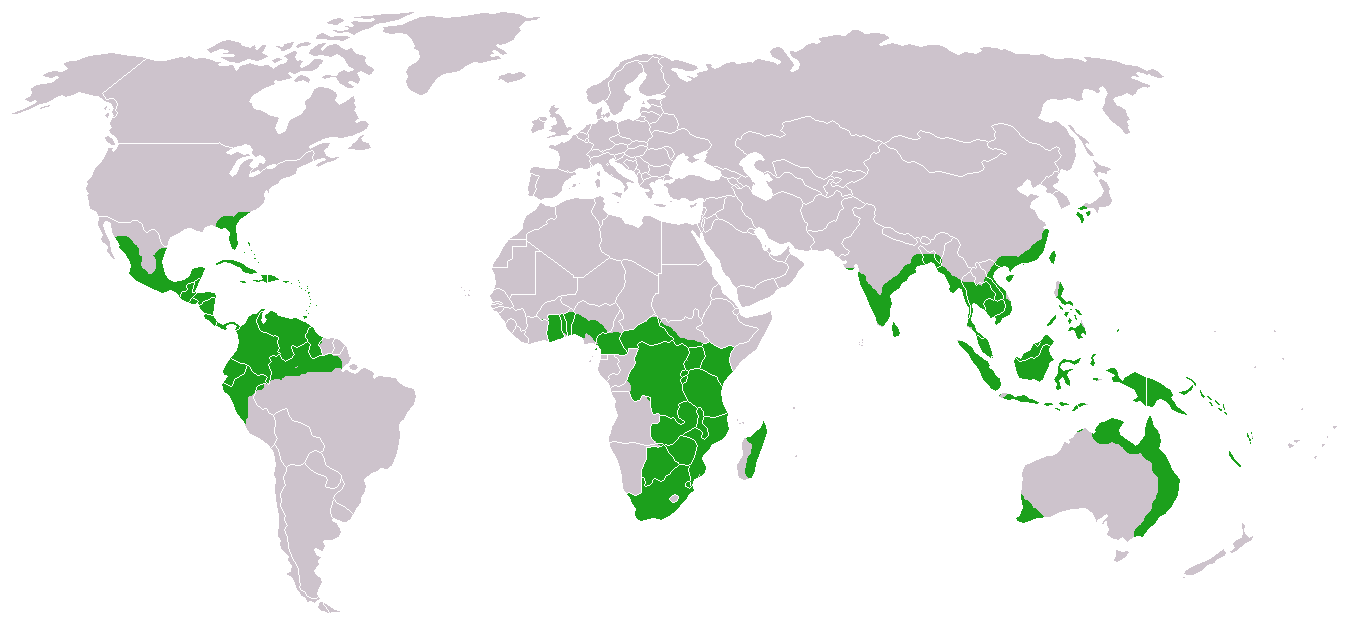
Ungefärlig världsutbredning för kottepalmer.

Artrikedomen för kottepalmer är som högst vid 17˚ 15"N och 28˚ 12"S, med en lägre topp vid ekvatorn. Artfrekvensen har alltså inte en latitudgradient mot ekvatorn, utan en mot tropikerna. Toppen i de norra tropikerna beror till stor del på släktet Cycas i Asien och släktet Zamia i Amerika, medan toppen i de södra tropikerna beror på Cycas som i norr och på Encephalartos i Afrika och Macrozamia i Australien. Det verkar alltså som om kottepalmernas fördelning på olika latituder uppkommit av en tillfällighet genom att ett litet antal geografiskt isolerade släkten och att arterna i dessa släkten inte dog ut enligt det mönster som gäller för kottepalmer i allmänhet. Cycas är det enda släktet som har vid geografisk utbredning. Detta släkte trivs bäst i de övre och nedre tropikerna. Detta beror i sin tur troligtvis på att dessa områden har ett torrare klimat med relativt kalla vintrar. Kottepalmer behöver en del regn, men verkar vara delvis xerofytiska. Kottepalmer i krukor påträffas och frodas över hela världen, till exempel i Kanada, Ryssland, Finland och Chile.